# Nick Markakis
Nicholas William "Nick" Markakis (17 de noviembre de 1983) es un exjardinero estadounidense de béisbol profesional que jugó en las Grandes Ligas con los Baltimore Orioles, equipo que lo seleccionó en la séptima posición del draft de 2003, y con los Atlanta Braves. Se desempeñó principalmente como jardinero derecho, posición en la que ganó tres Guantes de Oro y un Bate de Plata.

## Inicios
Markakis fue seleccionado originalmente en 2001 por los Rojos de Cincinnati, proveniente de la Woodstock High School, pero no firmó. Asistió al Young Harris College donde jugó béisbol universitario. Los Rojos lo seleccionaron de nuevo en 2002, pero regresó a Young Harris. Jugó como jardinero y lanzador, bateando .439 con 21 jonrones y 92 carreras impulsadas, mientras que registró marca de 12-0 en ganados y perdidos como lanzador con un juego salvado y un promedio de carreras limpias de 1.68 en 15 partidos.
En agosto de 2003 jugó en el Campeonato Nacional de Europa, ganando una medalla de plata con el equipo de Grecia. También jugó para el equipo de béisbol olímpico griego en los Juegos Olímpicos de 2004 en Atenas, Grecia.

## Carrera profesional

### Ligas menores
Markakis fue la primera selección de los Orioles de Baltimore, séptimo en la general en el draft de 2003. Con una bola rápida que se registró a 96 millas por hora, Markakis fue ampliamente visto como un prospecto de pitcheo, pero los Orioles prefirieron su potencial como bateador.
Pasó su primer año con los Aberdeen IronBirds y luego las Delmarva Shorebirds en 2004, donde bateó .299, 11 jonrones y lideró al equipo con 64 carreras impulsadas a pesar de perderse el último mes de la temporada jugando para Grecia en los Juegos Olímpicos.
En 2005, Markakis comenzó el año con lois Frederick Keys y fue nombrado el mejor prospecto de los Orioles por Baseball America. Ganó el Carolina/California League All-Star Game Home Run Derby, y fue nombrado Jugador Más Valioso de dicho juego al batear dos jonrones. Fue ascendido poco tiempo después a los Bowie Baysox y fue nombrado en última instancia al segundo equipo del Equipo de Estrellas de Ligas Menores de 2005. También recibió el Premio Brooks Robinson como el Jugador del Año de la organización de Ligas Menores de los Orioles.

### Baltimore Orioles
Markakis comenzó su primer entrenamiento de primavera con los Orioles en 2006, e inmediatamente se estableció al embasarse en nueve de sus primeras 10 apariciones en el plato. Con el tiempo se ganó un puesto en la plantilla del Día Inaugural.
Debutó en Grandes Ligas el 3 de abril de 2006, cuando fue utilizado como un reemplazo defensivo en las últimas entradas contra los Tampa Bay Devil Rays. Fue titular por primera vez dos días después, iniciando como segundo al bate y jugando el jardín izquierdo, obteniendo tres bases por bolas en sus tres primeros turnos al bate y conectando un jonrón de 400 pies para su primer hit en Grandes Ligas en la victoria por 16-6.
El 22 de agosto de 2006, bateó 3 jonrones en una victoria de los Orioles por 6-3 en Camden Yards. No solo fue su primer juego de tres jonrones, sino el 18.º jugador de los Orioles en hacerlo y el primero desde 1999.
Terminó su temporada de novato con un promedio de .291, 16 jonrones, 62 carreras impulsadas y 2 bases robadas. En la defensa, él puso estadísticas impresionantes en las calificaciones de defensa como el factor de rango y porcentaje de fildeo, ocupando el segundo lugar entre los principales jardineros derechos de la liga.
Temporada 2007
Markakis comenzó la temporada 2007 como el jardinero derecho titular. Terminó la temporada con promedio de .300, 23 jonrones, 112 carreras impulsadas y 18 bases robadas. Fue tercero en la Liga Americana en partidos jugados (161), séptimo en turnos al bate (637), sexto en dobles (43), séptimo en hits(191), octavo en carreras impulsadas (112) y tercero en batear para doble jugada (22).También continuó jugando buena defensa finalizando quinto en la liga con 13 asistencias y sexto en porcentaje de fildeo con .994. Se le acusó de solo 2 errores en 318 oportunidades totales.
Al final de la temporada, Markakis no acordó una extensión de contrato con los Orioles y su contrato se renovó automáticamente por un año más en el valor de referencia de $ 455.000. Se convirtió en elegible para el arbitraje después de la temporada 2008, y en ausencia de una extensión de contrato, se habría convertido en agente libre en 2011.
Inició la temporada 2008 como 3.er bateador del equipo y el jardinero derecho. Jugó bien a principios de año, pero a medida que la temporada avanzó, el mánager Dave Trembley optó por colocarlo como 2.º bateador, colocando a Melvin Mora detrás de él.
Impresionantemente, Markakis terminó la temporada en el top 10 en la Liga Americana en AVG, OBP, OPS, G, R, H, 2B, BB, OPS+ y RC (carreras creadas). También lideró la liga en bases totales. Elevó su promedio de bateo a .306, conectó 20 jonrones, 48 dobles (tercero en las Grandes Ligas), 87 carreras impulsadas, anotó 106 carreras y se robó 10 bases en la temporada. También tuvo otro año estelar en el jardín derecho, registrando 17 asistencias, liderando las mayores.

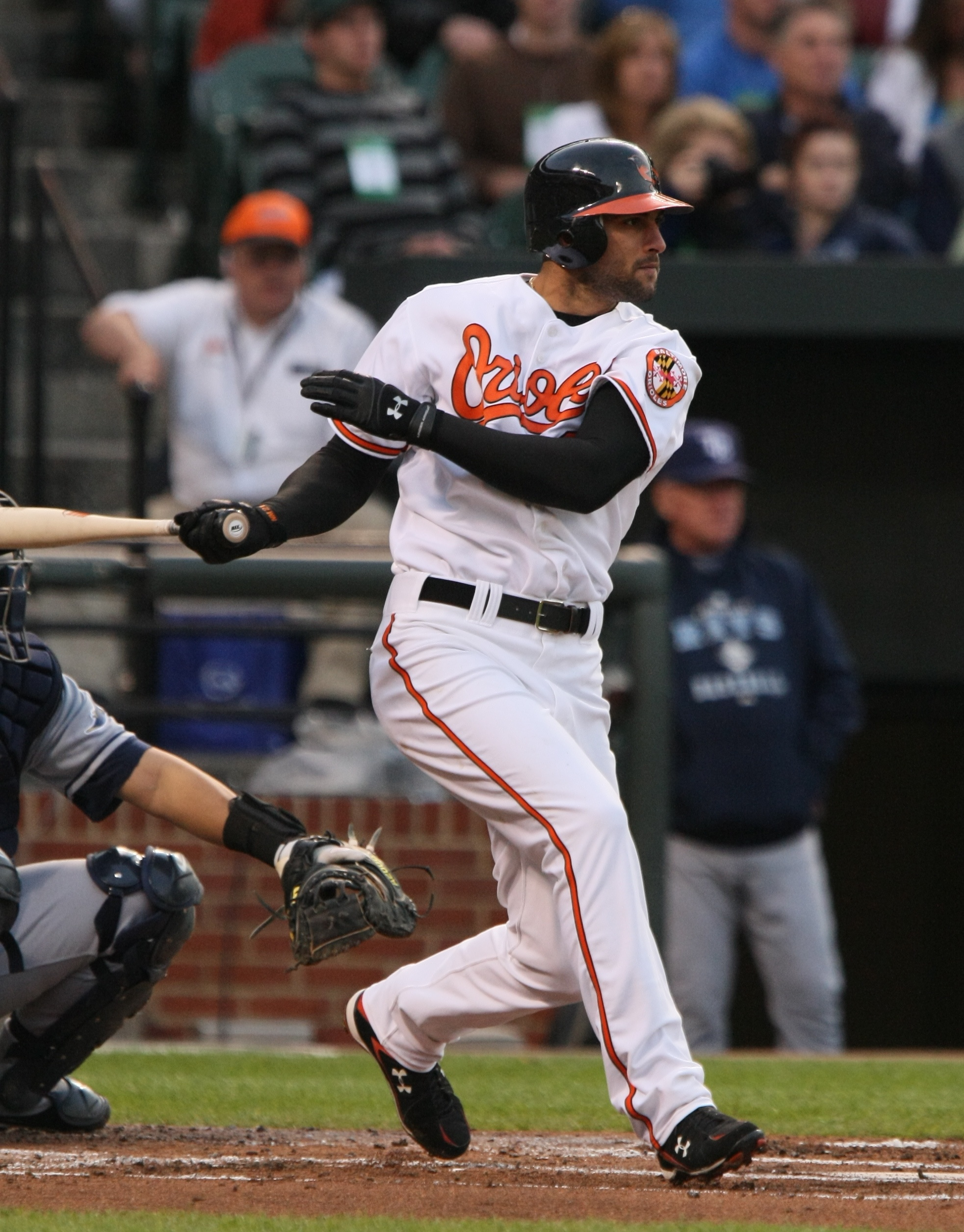
Markakis con los Baltimore Orioles en 2009

Markakis firmó una extensión de contrato por seis años (hasta 2014) y $ 66,1 millones el 22 de enero de 2009. Finalizó la temporada 2009 con un promedio de .293, 18 jonrones, 45 dobles (séptimo en las Grandes Ligas), 101 carreras impulsadas, 94 carreras y 6 bases robadas, además de ser cuarto en las mayores con 14 asistencias desde los jardines.
Tuvo otra temporada estelar con los Orioles e 2010. Terminó con un promedio de .297, registrando 45 dobles (quinto en las mayores), 60 carreras impulsadas, 79 carreras y 7 bases robadas.
Consiguió su hit número 1000 contra los Indios de Cleveland el 15 de julio de 2011. También fue galardonado con el Guante de Oro en 2011.
Después de una cirugía para extirpar parte del hueso ganchoso en su muñeca derecha, Markakis fue colocado en la lista de lesionados por primera vez en su carrera el 1 de junio de 2012. Comenzó sus juegos de rehabilitación con los Bowie Baysox el 7 de julio, y regresó a los Orioles el 13 de julio. El 8 de septiembre de 2012 fue golpeado por un lanzamiento del lanzador de los Yankees CC Sabathia que le fracturó un pulgar. Luego perdió el resto de la temporada y postemporada. Más tarde dijo que él habría estado listo para jugar si los Orioles hubieran llegado a la Serie Mundial -fueron eliminados en cinco juegos por los Yankees de Nueva York en la Serie Divisional de la Liga Americana.
Durante la campaña de 2013, se vio afectado por su lesión en la muñeca de la temporada anterior. Markakis tuvo las maracas más bajas de su carrera en promedio de bateo (.271) y jonrones (10), junto con 59 carreras impulsadas. Sin embargo, continuó jugando defensa estelar al no cometer errores para un porcentaje de fildeo perfecto de 1.000.
Luego de su peor temporada ofensiva, Markakis agregó 16 libras de músculo en la temporada baja de 2014. El 26 de abril inició como primera base contra los Reales de Kansas City debido a una lesión de su compañero de equipo Chris Davis en el juego anterior . Fue la cuarta vez que jugó la primera base durante su carrera. Durante el juego, Markakis se fue de 2-5 con 2 carreras impulsadas, incluyendo un hit ganador en la parte baja de la décima entrada.
A través de sus primeros 102 juegos, Markakis tuvo un promedio de bateo de .290 con 34 carreras impulsadas, 50 carreras anotadas y 7 jonrones, y continuó su racha sin errores. El 3 de agosto de 2014 bateó su hit 1,500 contra el lanzador Hisashi Iwakuma de los Marineros de Seattle en la parte inferior de la tercera entrada en el Oriole Park at Camden Yards.

### Atlanta Braves
El 3 de diciembre de 2014 Markakis acordó un contrato de cuatro años y 44 millones dólares contrato con los Bravos de Atlanta. El 18 de junio de 2015 superó a Darren Lewis para el registro de la mayoría de juegos consecutivos sin errores por un jardinero en un partido contra los Medias Rojas de Boston. La racha terminó en 398 juegos el 25 de junio de 2015 contra los Nacionales de Washington. El 20 de julio bateó su primer jonrón con los Bravos, frente a Brandon Beachy de los Dodgers de Los Ángeles; también fue su primero desde septiembre de 2014. Culminó la temporada con promedio de .296, tres jonrones y 53 impulsadas.
En 2016, Markakis disminuyó su promedio a .269, pero mejoró su producción al registrar 13 jonrones y 89 impulsadas.
En 2017, registró promedio de .275 con ocho jonrones, y lideró al equipo con 76 impulsadas.
En 2018, Markakis conectó el primer jonrón ganador de su carrera el 29 de abril ante Héctor Neris de los Filis de Filadelfia, para los Bravos ganar el encuentro por marcador de 8-5; marcando también el regreso más grande del equipo en un juego del Día Inaugural de temporada (cinco carreras). El 1 de junio, ante los Nacionales de Washington, anotó su carrera 1,000 en las mayores. Fue convocado a su primer Juego de Estrellas como jardinero titular, convirtiéndose en el jugador con más hits (2,172) y juegos jugados (1,933) en debutar en dicho evento. Al finalizar la temporada, fue premiado con su tercer Guante de Oro y primer Bate de Plata, luego de registrar un promedio de bateo de .297 con 185 hits, 14 jonrones y 93 impulsadas. Además, participó en todos los 162 juegos de temporada regular por primera vez en su carrera.
En 2019, Markakis registró una línea ofensiva de .285/.356/.420 con nueve jonrones y 62 carreras impulsadas en 414 turnos al bate. Participó en solo 116 juegos debido a una fractura en la muñeca izquierda.
En 2020, bateó .254 (el mínimo de su carrera)/.312/.392 con 15 carreras anotadas, un jonrón y 15 carreras impulsadas en 130 turnos al bate. Fue colocado en la lista de lesionados el 18 de agosto, debido a una posible exposición al COVID-19 mientras no estaba con el equipo, y fue reactivado el 25 de agosto.
El 12 de marzo de 2021, antes del inicio de la temporada, Markakis anunció su retiro luego de 15 años en la MLB.